# Pamětice
Pamětice (in tedesco Pamietitz) è un comune della Repubblica Ceca facente parte del distretto di Blansko, in Moravia Meridionale.